# Сан-Джорджо-Йоніко
Сан-Джорджо-Йоніко (італ. San Giorgio Ionico, сиц. Santu Giorgiu) — муніципалітет в Італії, у регіоні Апулія,  провінція Таранто.
Сан-Джорджо-Йоніко розташований на відстані близько 440 км на схід від Рима, 90 км на південний схід від Барі, 12 км на схід від Таранто.
Населення — 15 514 осіб (2014).
Щорічний фестиваль відбувається 23 квітня. Покровитель — святий Юрій.

## Демографія
Населення за роками:

Станом на 1 січня 2023 року в муніципалітеті офіційно проживали 283 іноземці з 33 країн, серед них 64 громадяни країн Євросоюзу.

## Сусідні муніципалітети
- Карозіно
- Фаджано
- Монтеязі
- Монтепарано
- Роккафорцата
- Таранто